# Crookham Village
Crookham Village – wieś w Anglii, w hrabstwie Hampshire, w dystrykcie Hart. Leży 44 km na północny wschód od miasta Winchester i 58 km na południowy zachód od Londynu. Miejscowość liczy 3648 mieszkańców.